# Soči
Soči (rusky Сочи) je ruské lázeňské město v Krasnodarském kraji, nacházející se mezi pobřežím Černého moře a úpatím Kavkazu, 1700 km od Moskvy. Žije zde přes 400 tisíc obyvatel. Soči s předměstskými oblastmi je roztaženo do délky 147 kilometrů a může proto být v závislosti na pojetí evropských hranic označováno za nejdelší město v Evropě.
Soči je nejenom významným ruským letoviskem, ale také důležitým dopravním uzlem, ekonomickým a kulturním centrem a místem konání velkých sportovních akcí. V roce 2014 bylo dějištěm zimních olympijských her, probíhá zde závod vozů formule 1, město je sídlem hokejového klubu HK Soči. Na území města se nachází Sočský národní park, který je v rámci Západního Kavkazu zanesen na seznam světového dědictví UNESCO.

## Historie
Soči a jeho okolí mají bohatou historii, o čemž svědčí archeologické nálezy v regionu. Své stopy zde zanechaly předantické kultury, antika, raný i vrcholný středověk, sovětské i postsovětské období.

### Nejstarší dějiny
Na základě nálezů pazourkových zbraní se předpokládá, že první lidé přišli do oblasti Soči přes Kolchidu z Malé Asie před 400-350 tisíci lety, to znamená v období raného acheuléenu. Tyto nejstarší nálezy byly objeveny v Chostinském rajónu na břehu řeky Psou. Nejznámějším sídlištěm doby kamenné v Soči je Achštyrská jeskyně, osídlená před 250 tisíci lety.
Ve 3. tisíciletí př. n. l. zde žily kmeny Majkopské kultury. Právě odsud přicházeli podle asyrských historiků v 8.–7. století př. n. l. do Přední Asie a Malé Asie Kimmeriové.
Řecký cestovatel a geograf Skylaks z Kariandy roku 522 př. n. l. uvedl, že zde žijí kmeny Achájů a Heinochů. Řecká kolonizace černomořského pobřeží Kavkazu začala přibližně v 6.–5. stol. př. n. l. Někdy roku 85 př. n. l. se kmeny Heinochů a Kolchida staly závislými na Pontském království. Podle starořeckého geografa Strabóna byly zdejší kmeny Heinochů známy v antickém světě coby piráti. Aristotelés je dokonce označoval za lidojedy.
V 1.–5. století n. l. probíhala římská kolonizace černomořského pobřeží Kavkazu.

### Středověk
Během 6. a 11. století tento prostor spadal nejdříve pod království Lazika a potom pod Abchazské království, oblast byla pod silným vlivem Byzantské říše. V této době zde vznikly desítky křesťanských chrámů. Dodneška se v sočské části Loo dochovala severní zeď byzantské baziliky z 11. století.
Od 14. do 19. století spadalo území Soči pod Čerkesko, žili zde převážně Abchazové, Ubychové a Adygejci. Čerkesko bylo celou tuto dobu v podstatě autonomní součástí Osmanské říše, díky čemuž sem pronikal sunnitský islám.

### Ruské impérium
V důsledku rusko-turecké války v letech 1828–1829 (součást Kavkazské války) připadlo území dnešního Soči Ruskému impériu. Muslimští Čerkesové se však nehodlali s ruskou nadvládou smířit a za dodávek zbraní od Britů, Francouzů a polské emigrace vedli odboj s cílem vrátit se zpět pod muslimskou Osmanskou říši. Rusové byli však v tomto nekompromisní, brutální vojenské represe z jejich strany vedly k masivní migraci původního obyvatelstva, zejména do Osmanské říše. Takto vysídlené oblasti byly potom doosidlovány z Ruska, v první fázi zejména kubáňskými kozáky. Proto je dnes převážná většina obyvatel v tomto regionu ruské národnosti.

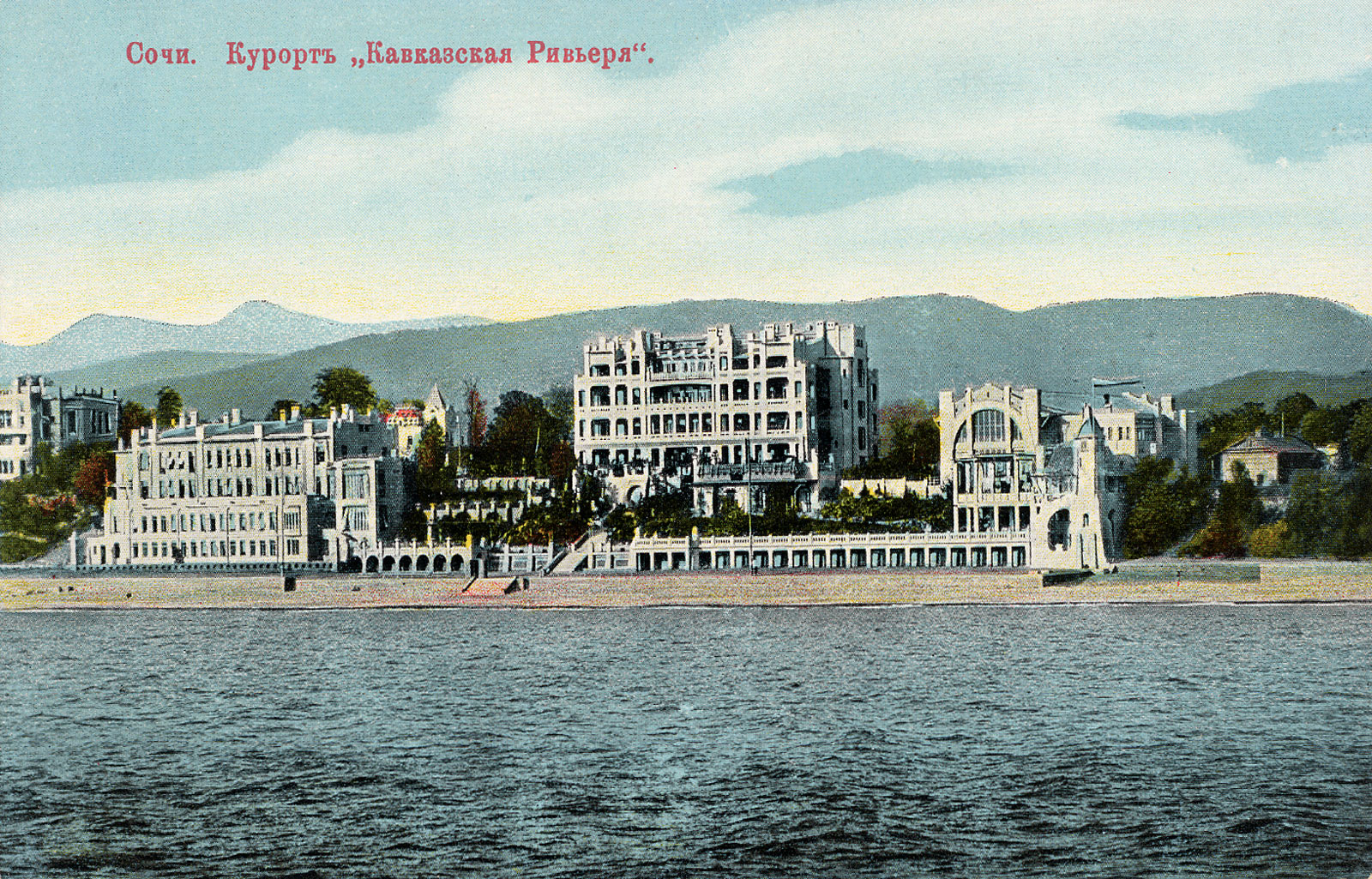
Lázně Kavkazská riviéra, poč. 20. stol.

Město Soči potom vzniklo 21. dubna 1838 jako pevnost Alexandrija, zbudovaná u ústí řeky Soči. Na území dnešního Soči také vznikla pevnost Svatého Ducha (1837), která položila základy dnešnímu Adleru, pevnosti Lazarevská a Golovinská, které daly vzniknout osadám Lazarevskoje a Golovinka (vše dnes součásti Soči). Tyto pevnosti měly za cíl především zamezit obchodu s otroky a distribuci zbraní povstalcům.
Roku 1839 byla pevnost Alexandrija přejmenována na Navaginské opevnění na počest Navaginského pluku, který se vyznamenal v Kavkazské válce.
V roce 1864 bylo vybudováno nové opevnění s názvem Dachovský post, od roku 1874 Dachovský Posad.
V roce 1874 započala výstavby katedrály svatého Michaela archanděla.
Roku 1896 získala osada jméno Soči podle řeky, na jejichž březích stála. Původ názvu řeky není zcela jasný. Od roku 1917 je Soči městem.
Na počátku 20. století se Soči začalo měnit v lázně. První vodoléčebný objekt byl zbudován 1902, první lázně Kavkazská riviéra následovaly roku 1909.

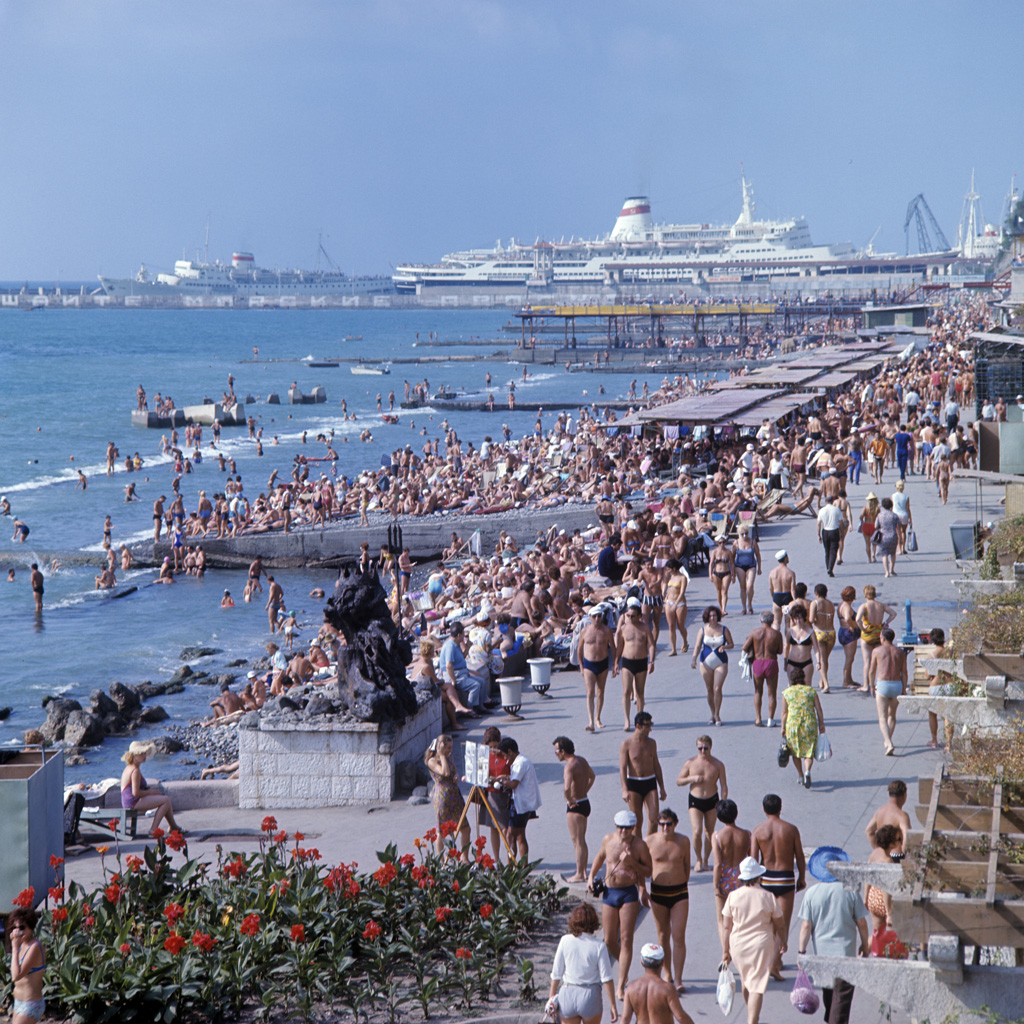
Sovětští rekreanti, 1973

### Sovětský svaz
Během občanské války probíhaly v těchto místech urputné boje, po jistou dobu se Soči nacházelo v rukou Gruzínské demokratické republiky. Rudá armáda město definitivně ovládla až v dubnu 1920.
Roku 1934 vypukla generální rekonstrukce a přestavba, vznikl hlavní prospekt Stalina (dnes Lázeňský prospekt), nová sanatoria, vysoká škola lázeňství, divadla a jiná turistická infrastruktura. Ze Soči se stalo výstavní rekreační středisko, i sám Stalin si zde nechal zbudovat své letní sídlo Bočarov ručej. Na počátku 2. světové války zde fungovalo již 61 sanatorií (v období války povětšinou proměněných na vojenské nemocnice).

V roce 1961 bylo území města značně rozšířeno o Adlerský a Lazarevský rajón a vzniklo současné administrativní členění.

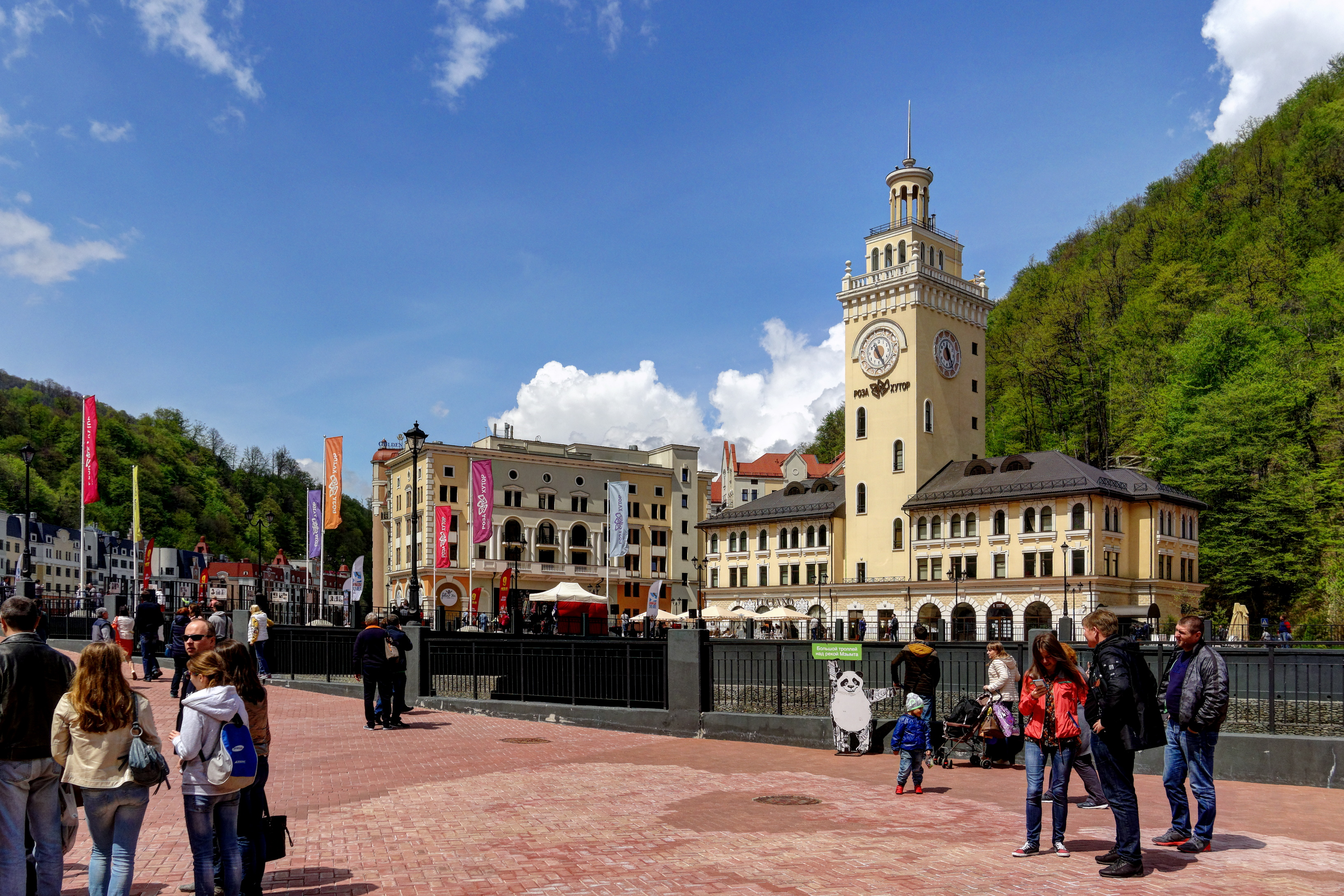
Nové lyžařské středisko Roza Chutor

### Ruská federace
Po rozpadu SSSR a ztrátě Krymu se stalo Soči jednou z nejvýznamnějších rekreačních oblastí Ruska. Roku 1993 získalo status lázní federálního významu. Rezidence Bočarov ručej je k dispozici ruským prezidentům, Vladimir Putin ji využíval k různým politickým jednáním, v roce 2017 např. s Angelou Merkelovou, Recepem Tayyipem Erdoğanem, Benjaminem Netanjahu, Bašárem al-Asadem či Milošem Zemanem.
Roku 2007 bylo Soči vybráno jako místo pořádání XXII. zimních olympijských her. Pořadatelství si vyžádalo obrovské investice, vzniklo velké množství nových sportovišť, ubytovacích kapacit i veřejné infrastruktury. Zároveň prudce vzrostl počet obyvatel.
Pořadatelství velkých sportovních akcí už Soči zůstalo, přičemž se z velké části využívá zázemí vybudované v souvislosti s olympiádou. V olympijském parku se jezdí Grand Prix Ruska, v roce 2018 se zde konalo mistrovství světa ve fotbale.

## Geografická charakteristika

### Poloha
Město se nachází u 43. rovnoběžky, to znamená přibližně na úrovni Nice, Toronta, Almaty nebo Vladivostoku. Jeho hranice tvoří z jihozápadu Černé moře, z východu řeka Psou a horní tok Mzymty, ze severu hřbety Západního Kavkazu, ze západu řeky Magri a Šepsi.
Hlavními příčinami turistického zájmu o Soči jsou teplé subtropické klima, moře, minerální prameny, blízkost hor a rozvinutá turistická infrastruktura. Panenské kolchidské lesy Západního Kavkazu, zasahující na území města, jsou zaneseny na seznam světového dědictví UNESCO.

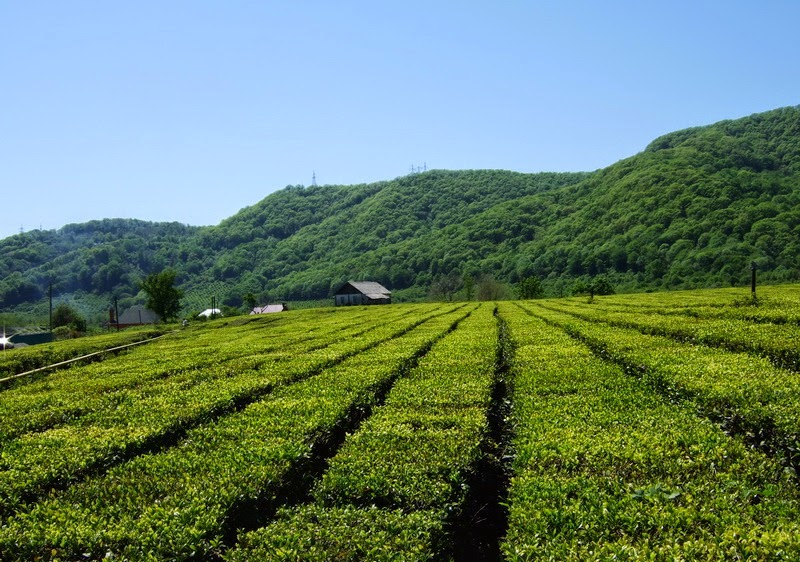
Čajová plantáž v Lazarevském rajónu

Město Soči se rozprostírá podél Černého moře v délce asi 145 km. Z celkových 3502 km² rozlohy města připadá asi 81 % na chráněná území (Kavkazská chráněná krajinná oblast, Sočský národní park). Městská zástavba zaujímá pouze 8,1 % rozlohy.

### Klima
Stejně jako všechna ruská města u Černého moře na jih od Tuapse, i Soči se nachází v mořském subtropickém pásu.
Na sočské podnebí má značný vliv moře (v létě ochlazuje, v zimě ohřívá) a hory (chrání město před chladnými severskými větry). Klima je velmi vlhké (zejména u pobřeží), podobné se vyskytuje ještě v sousední Abcházii a také na jihovýchodě USA (Mississippi, Louisiana, Alabama, Georgie).
Nejvyšší úhrn srážek připadá na zimní období, především v podobě dešťových srážek. Zima je teplá, léto horké a vlhké, díky přítomnosti moře jsou však letní teploty snesitelné. Ačkoliv Soči leží na severní hranici subtropů, mrazy a sníh zde nejsou výjimkou, i když přímo na pobřeží se vyskytují velmi vzácně.
Podnebí zde umožňuje pěstovat čaj – na nejsevernějším místě v Evropě.
| Soči – podnebí                                                      | Soči – podnebí | Soči – podnebí | Soči – podnebí | Soči – podnebí | Soči – podnebí | Soči – podnebí | Soči – podnebí | Soči – podnebí | Soči – podnebí | Soči – podnebí | Soči – podnebí | Soči – podnebí | Soči – podnebí |
| Období                                                              | leden          | únor           | březen         | duben          | květen         | červen         | červenec       | srpen          | září           | říjen          | listopad       | prosinec       | rok            |
| ------------------------------------------------------------------- | -------------- | -------------- | -------------- | -------------- | -------------- | -------------- | -------------- | -------------- | -------------- | -------------- | -------------- | -------------- | -------------- |
| Nejvyšší teplota [°C]                                               | 21,2           | 23,5           | 30,0           | 31,7           | 34,7           | 35,2           | 39,4           | 38,5           | 36,0           | 32,1           | 29,1           | 23,5           | 39,4           |
| Průměrné denní maximum [°C]                                         | 9,6            | 9,9            | 12,2           | 16,6           | 20,6           | 24,6           | 27,4           | 27,9           | 24,7           | 20,4           | 15,3           | 11,8           | 18,4           |
| Průměrná teplota [°C]                                               | 6,1            | 6,0            | 8,2            | 12,1           | 16,0           | 20,2           | 23,2           | 23,6           | 20,0           | 15,8           | 11,1           | 8,1            | 14,2           |
| Průměrné denní minimum [°C]                                         | 3,6            | 3,3            | 5,2            | 9,0            | 12,7           | 16,7           | 19,7           | 19,9           | 16,4           | 12,5           | 8,1            | 5,5            | 11,0           |
| Nejnižší teplota [°C]                                               | −13,4          | −12,6          | −7,0           | −5,0           | 3,0            | 7,1            | 12,6           | 10,4           | 2,7            | −3,2           | −5,4           | −8,3           | −13,4          |
| Průměrné srážky [mm]                                                | 184            | 135            | 121            | 120            | 110            | 104            | 128            | 121            | 127            | 167            | 201            | 185            | 1 703          |
| Maximální srážky [mm]                                               | 182            | 176            | 85             | 123            | 113            | 136            | 162            | 153            | 177            | 175            | 152            | 139            | 1 773          |
| Sněžení [cm]                                                        | 1              | 2              | 1              | 0,1            | 0              | 0              | 0              | 0              | 0              | 0              | 0              | 1              | 5,1            |
| Dní s deštěm                                                        | 19             | 16             | 19             | 18             | 16             | 14             | 11             | 10             | 13             | 15             | 17             | 20             | 188            |
| Zdroj: http://www.pogodaiklimat.ru/climate/37099.htm 17. ledna 2017 |                |                |                |                |                |                |                |                |                |                |                |                |                |

## Obyvatelstvo
Roku 2016 bylo Soči 5. největším městem Jižního federálního okruhu, 49. největším městem Ruska a 4. největším městem na pobřeží Černého moře.
| Vývoj počtu obyvatel | Vývoj počtu obyvatel | Vývoj počtu obyvatel | Vývoj počtu obyvatel | Vývoj počtu obyvatel | Vývoj počtu obyvatel | Vývoj počtu obyvatel | Vývoj počtu obyvatel | Vývoj počtu obyvatel | Vývoj počtu obyvatel | Vývoj počtu obyvatel |
| -------------------- | -------------------- | -------------------- | -------------------- | -------------------- | -------------------- | -------------------- | -------------------- | -------------------- | -------------------- | -------------------- |
| 1897                 | 1926                 | 1931                 | 1939                 | 1959                 | 1962                 | 1967                 | 1970                 | 1973                 | 1975                 | 1976                 |
| 1000                 | 13 000               | 12 000               | 71 000               | 81 912               | 174 000              | 188 000              | 224 031              | 241 000              | 264 000              | 264 000              |
| 1979                 | 1982                 | 1985                 | 1986                 | 1986                 | 1989                 | 1990                 | 1991                 | 1992                 | 1993                 | 1994                 |
| 287 353              | 300 000              | 292 000              | 323 000              | 317 000              | 336 514              | 314 000              | 342 000              | 344 000              | 352 000              | 353 000              |
| 1995                 | 1996                 | 1997                 | 1998                 | 1999                 | 2000                 | 2001                 | 2002                 | 2003                 | 2004                 | 2005                 |
| 330 000              | 331 000              | 359 000              | 335 000              | 359 300              | 358 600              | 332 900              | 328 809              | 328 800              | 328 000              | 328 500              |
| 2006                 | 2007                 | 2008                 | 2009                 | 2010                 | 2011                 | 2012                 | 2013                 | 2014                 | 2015                 | 2016                 |
| 329 481              | 331 059              | 334 282              | 337 947              | 343 334              | 343 300              | 360 324              | 368 011              | 394 651              | 389 946              | 401 291              |

Nejvíce obyvatel se hlásí k Ruské pravoslavné církvi, která zde provozuje více než 30 chrámů a kaplí a ženský klášter. Vedle toho se zde nalézají svatostánky Arménské apoštolské církve či Řecké pravoslavné církve a dvě mešity.

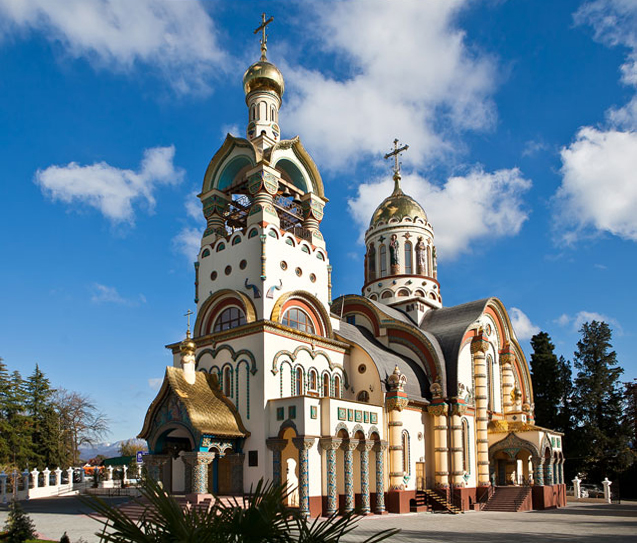
Chrám sv. Vladimíra na Viniční hoře

### Národnostní složení
Struktura současného obyvatelstva se formovala především v sovětském období vlivem intenzivní migrace.
Roku 1897 bylo národnostní složení města následující:
- Řekové 25.7%
- Rusové 24.2%
- Čerkesové 13.8%
- Estonci 11.3%
- Moldavané 10.8%
- Megrelové 10.6%

Při sčítání lidu roku 2010 bylo národnostní složení v Soči následující:
- Rusové 69,92 %
- Arméni 20,09 %
- Ukrajinci 2,29 %
- Gruzíni 2,03 %
- Čerkesové 1,20 %
- Řekové 0,82 %

## Ekonomika
Základem hospodářství Soči je cestovní ruch, přičemž se město spoléhá zejména na ruské návštěvníky. Město má velké množství kulturních, historických, přírodních a architektonických památek. Jsou zde balneologické lázně a naleziště léčivé sirovodíkové vody Macesty. Turisty láká také Sočský národní park a Kavkazská chráněná krajinná oblast, zapsané v roce 1999 v rámci Západního Kavkazu na seznam památek Světového dědictví UNESCO. Na celém sočském pobřeží se nachází nespočet hotelů, penzionů, sanatorií a ubytoven. Své služby turistům nabízí množství kaváren, barů, zábavních center, aquaparků, přístavišť aj.
Nezanedbatelný je zde také potravinářský a zpracovatelský průmysl. Funguje zde masokombinát, konzervárna ryb, drůbežárna, sádky, křepelčí farma, včelařství, továrna na zpracování čaje či pekárny.
Ve venkovských částech Soči se daří zemědělství, zejména sadařství, pěstování čaje, citrusů a jiných teplomilných kultur jako fejchoa, mišpule či kiwi. Dále se zde pěstují subtropické květiny a korkové duby.
|              |  |                         |  |                      |
| Městská pláž |  | Sanatorium Ordžonikidze |  | Pozemní lanová dráha |

### Doprava
Soči je velkým dopravním uzlem jižního Ruska. Nachází se zde Mezinárodní letiště Soči, sedm železničních nádraží (Soči, Adler, Lazarevskaja, Chosta, Olympijský park, Krasnaja Poljana, Loo), řada železničních zastávek a dva přístavy.
Páteř veřejné městské dopravy tvoří vlaky, které jsou velmi výhodné zejména kvůli mimořádné délce města. Tu doplňují maršrutky, autobusy a taxi. V dobách SSSR také existovala městská vrtulníková doprava, spojující letiště s centrem města. Projekt trolejbusové sítě nebyl realizován.
Spíše vyhlídkový charakter mají dvě pozemní lanové dráhy a tři visuté lanovky (další lanovky se nachází v lyžařských střediscích).

## Kultura a umění

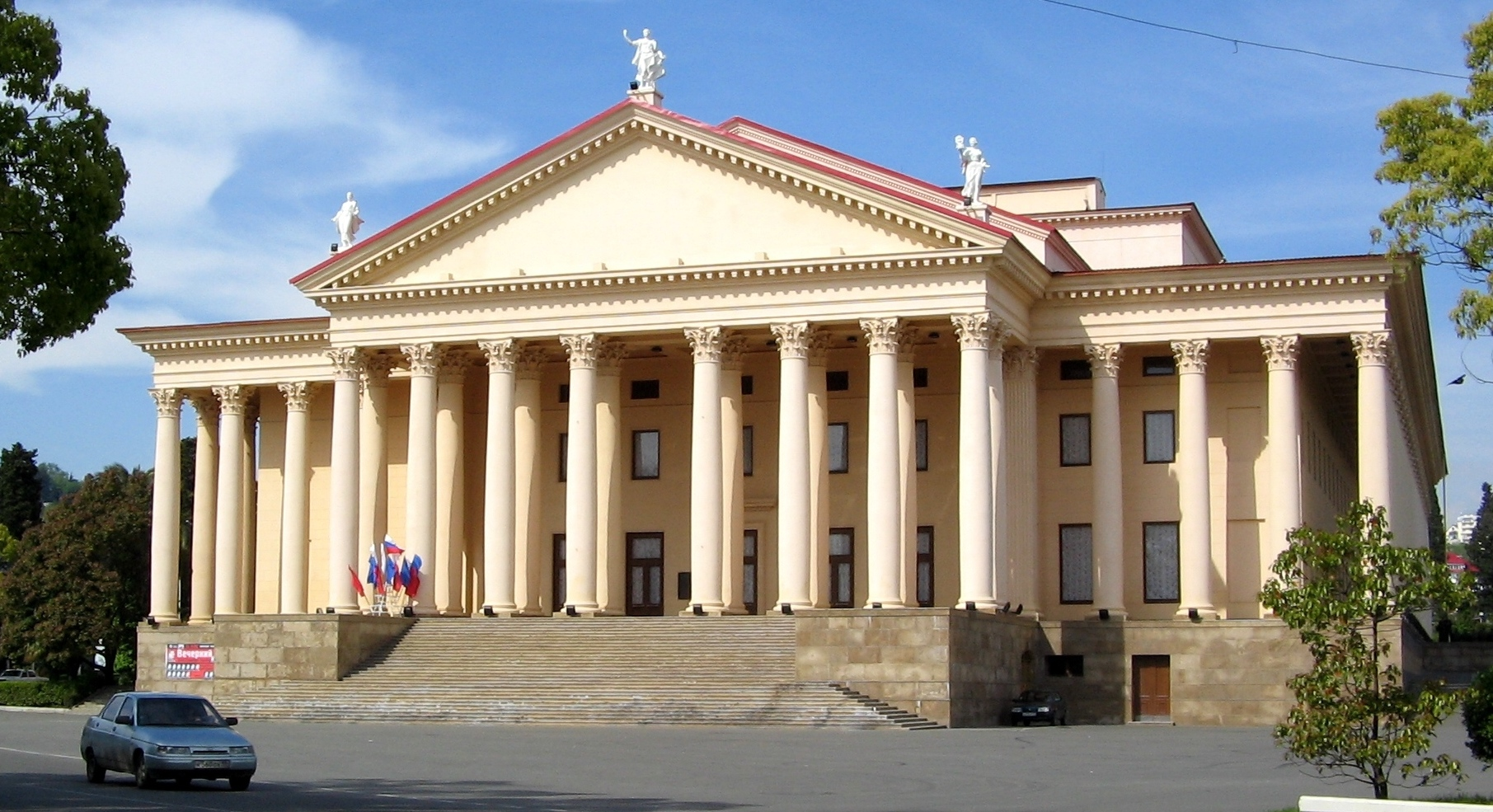
Zimní divadlo

### Festivaly a soutěže
- Filmový festival Kinotavr
- Mezinárodní pěvecká soutěž mladých zpěváků populární hudby Nová vlna
- Mezinárodní festival jazzové hudby AquaJazz
- Módní přehlídka Sametové sezóny

### Divadla a koncertní sály
- Zimní divadlo
- Koncertní sál Festivalnyj
- Letní divadlo
- Zelené divadlo v parku Riviéra
- Sočský sál komorní a varhanní hudby (zde často vystupuje Sočský symfonický orchestr)

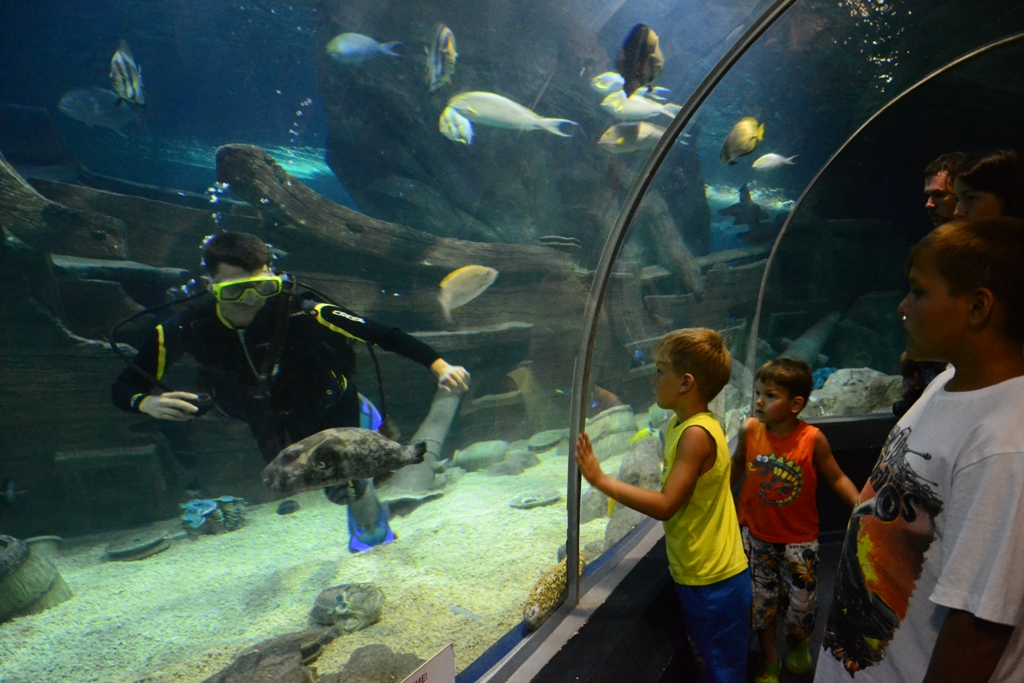
Oceanárium

- OceanáriumSočský cirkus

### Muzea a zvěřince
- Umělecké muzeum
- Etnografické muzeum
- Literární muzeum N. A. Ostrovského
- Muzeum lázeňského města Soči
- Oceanárium
- Utrišské delfinárium

## Sport
Soči je známé svou tenisovou školou, která vychovávala v mladém věku některé šampiony – např. Jevgenije Kafelnikova nebo Marii Šarapovovou, která se odsud v sedmi letech přestěhovala na Floridu.
Roku 2014 byl založen hokejový klub HK Soči, který hraje od sezóny 2014/2015 v KHL.
Působí zde fotbalový klub FK Soči, který nahradil zaniklý FK Žemčužina-Soči.

### Olympijské hry
Poprvé Soči kandidovalo na pořádání zimních olympijských her 2002, které ale byly přiděleny Salt Lake City. V červenci 2005 Ruský olympijský výbor oznámil kandidaturu města na pořádání Zimních olympijských her 2014. Město se o hry ucházelo za silné podpory ústřední vlády a samotného prezidenta Ruské federace Vladimira Putina. Součástí plánu se stalo vybudování některých sportovišť v blízkém sousedství kavkazských přírodních rezervací, což se stalo předmětem kritiky ekologických organizací. Mezinárodní olympijský výbor svými hlasy 5. července 2007 rozhodl, že hry se uskuteční právě v Soči. Hry se konaly v pobřežním olympijském sektoru v městské části Adler a v horském středisku Krasnaja Poljana.
V souvislosti s konáním her vznikla ve městě řada nových sportovních objektů jako stadiony Bolšoj, Fišt a Šajba, haly Adler-Arena, Ajsberg, Leďanoj kub či středisko skokanského lyžování Russkije Gorki.
|                                    |  |                                         |  |                                     |
| Olympijský park v průběhu ZOH Soči |  | Grand Prix Ruska, v pozadí stadion Fišt |  | Lyžařské středisko v Krasné Poljaně |

### Formule 1
Na 100. výročí posledního Grand Prix Ruska se Velká cena konala poprvé v rámci série Formule 1 v roce 2014 po skončení Olympijských her. Dohoda je, že F1 bude v Rusku jezdit po dobu sedmi let od roku 2014 do roku 2020. Trať v ruském letovisku Soči vede sportovišti, kde se v zimě 2014 konaly první zimní olympijské hry v Rusku.

## Partnerská města
- Wej-chaj, Čína
- Long Beach, Spojené státy americké
- Menton, Francie
- Pärnu, Estonsko
- Rimini, Itálie
- Trabzon, Turecko
- Cheltenham, Spojené království
- Espoo, Finsko
- Baden-Baden, Německo[11]

## Významné osobnosti
- Jevgenij Kafelnikov, tenista, narozen v Soči
- Slava Metreveli, fotbalista, narozen v Soči
- Boris Němcov, politik, narozen v Soči
- Nikolaj Ostrovskij, spisovatel, v Soči pobýval, v jeho domě je muzeum
- Vitalij Sevasťjanov, kosmonaut a konstruktér, absolvoval zde gymnázium

## Galerie

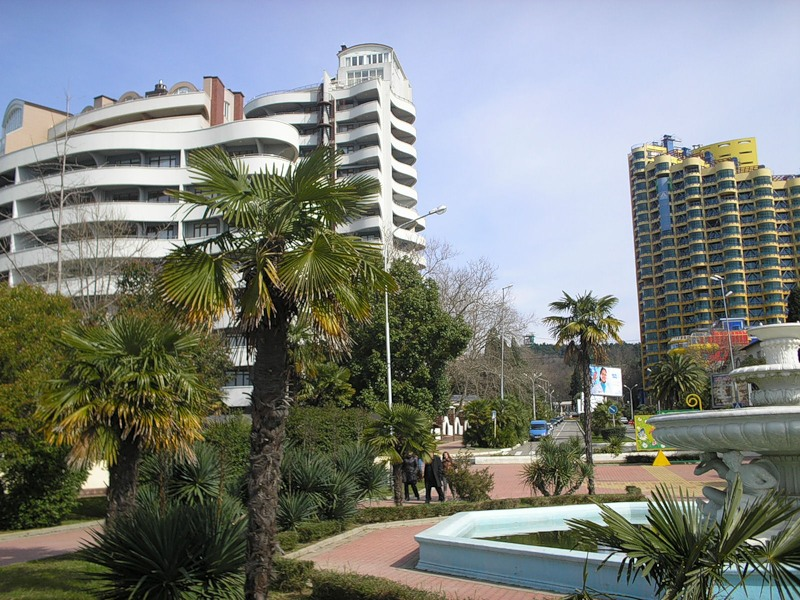
Centrum
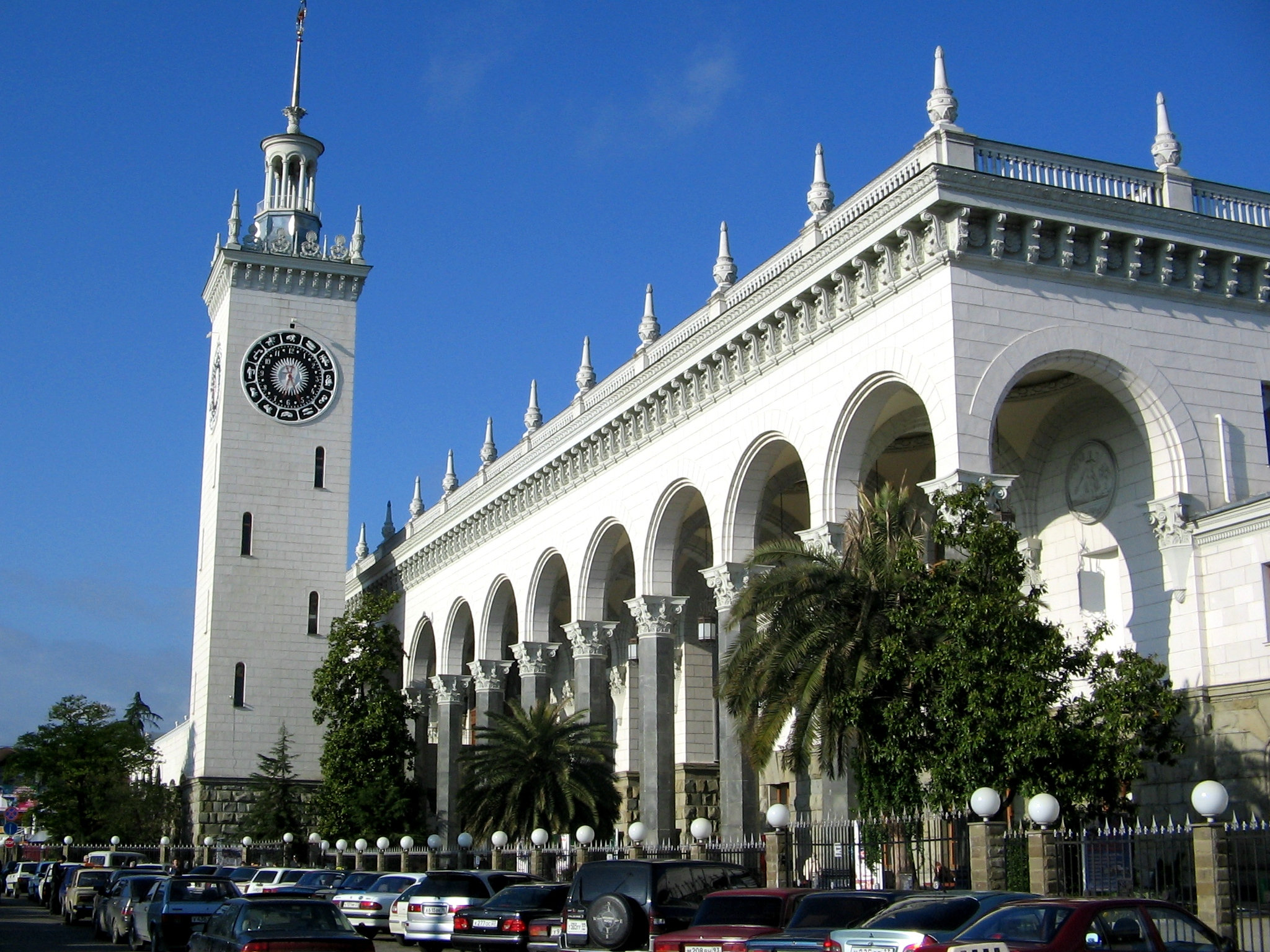
Hlavní nádraží
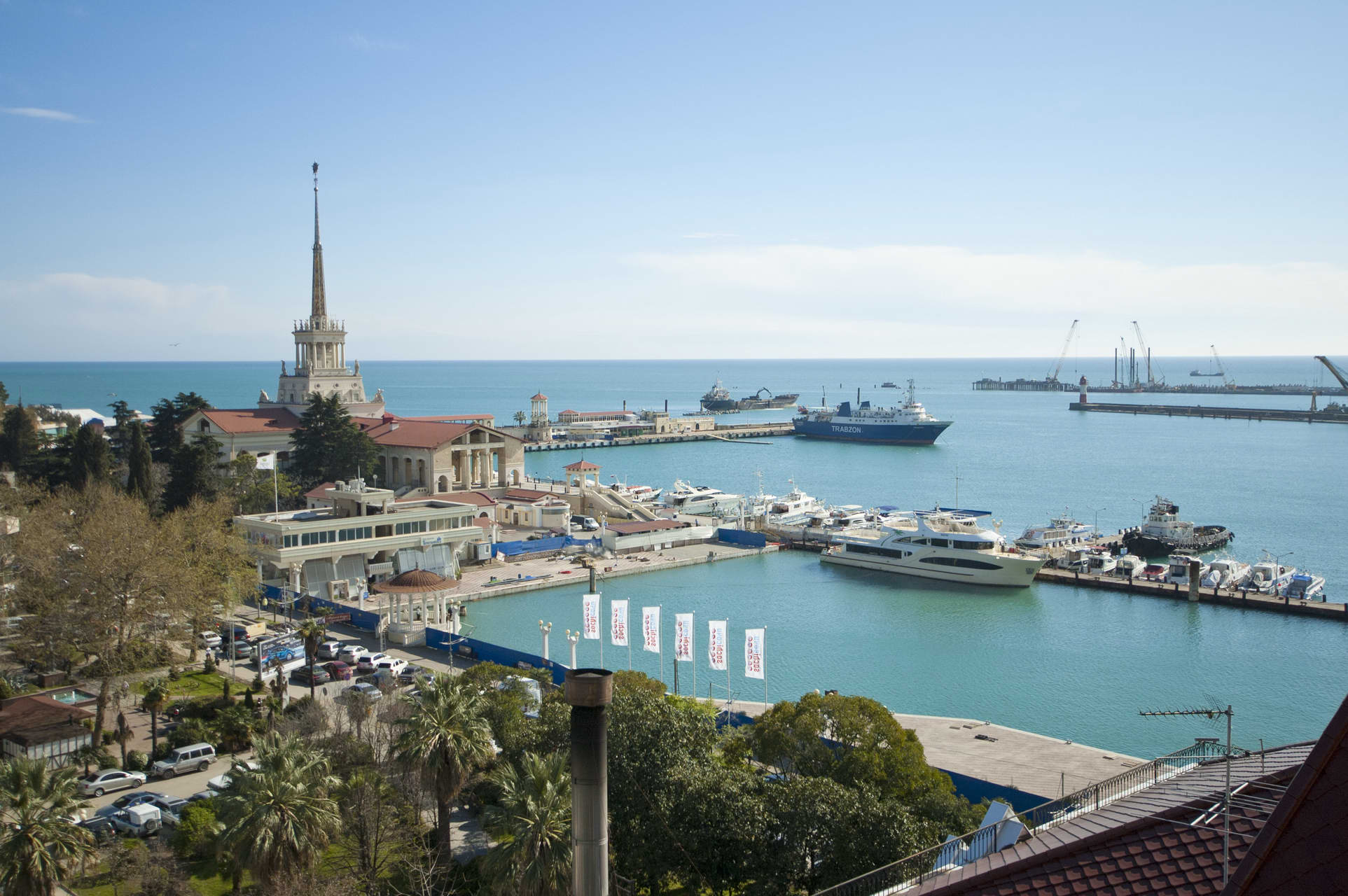
Námořní přístav
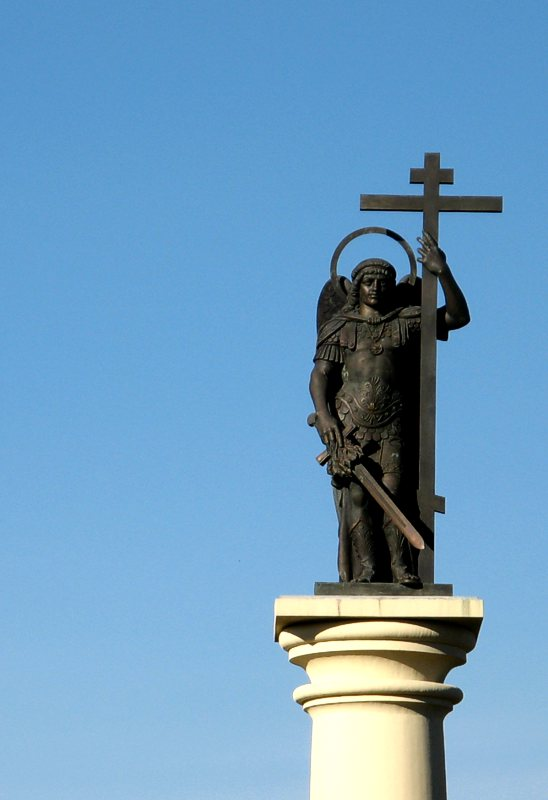
Socha archanděla Michaela
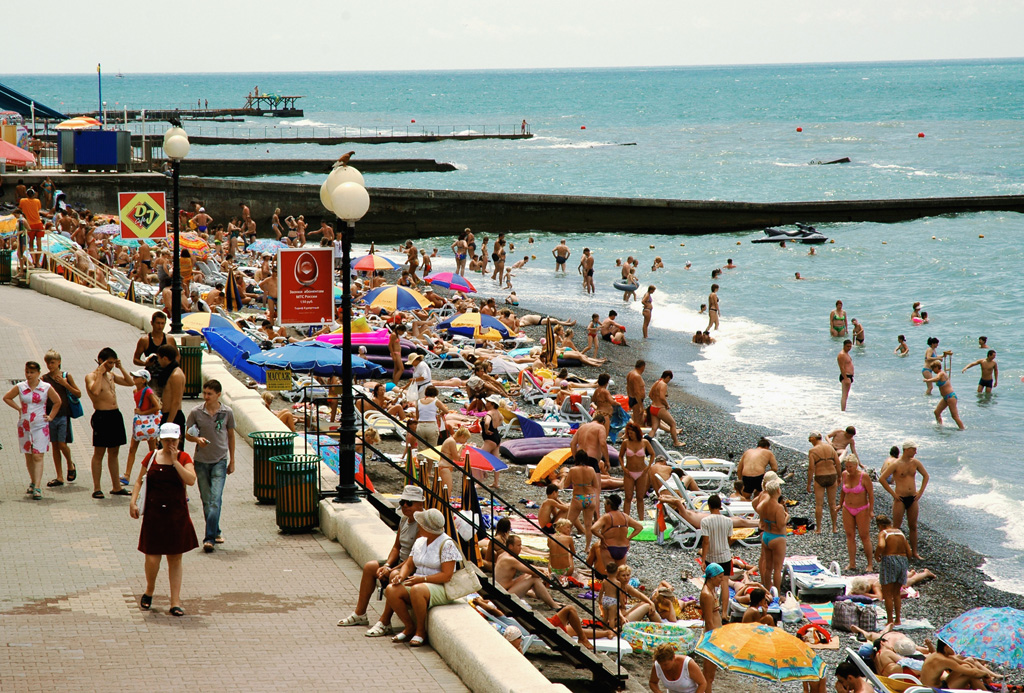
Pláž v centru
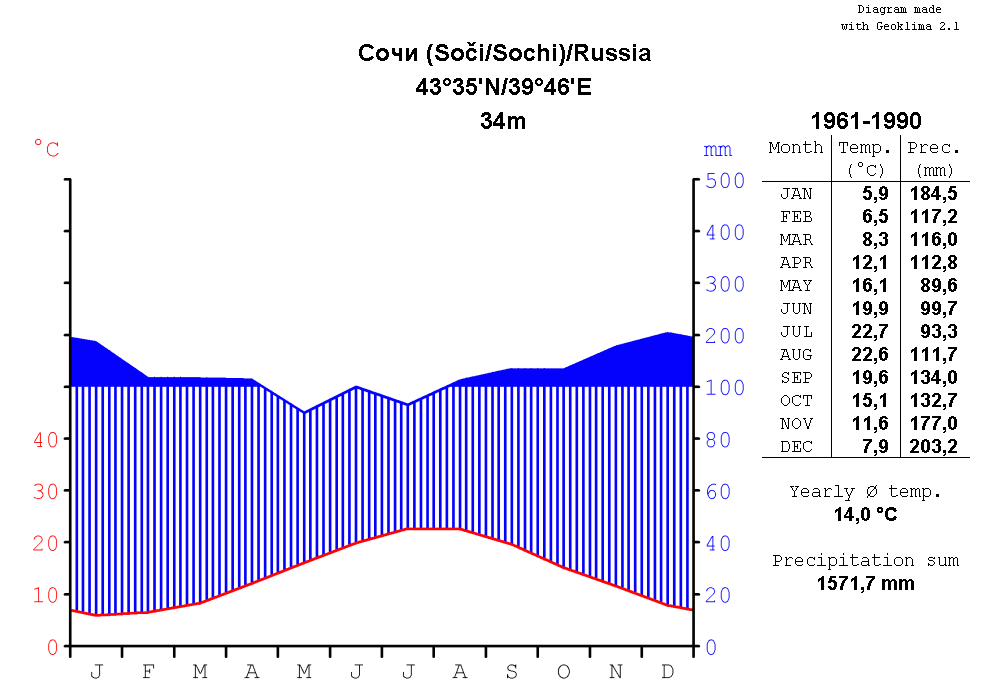
Klimadiagram